# Elecciones al Congreso de los Diputados de noviembre de 2019 (Valladolid)
Las elecciones al Congreso de los Diputados de 2019 se celebraron en la provincia de Valladolid el domingo 10 de noviembre, como parte de las elecciones generales convocadas por Real Decreto dispuesto el 4 de marzo de 2019 y publicado en el Boletín Oficial del Estado el día siguiente. Se eligieron los 5 diputados del Congreso correspondientes a la circunscripción electoral de Valladolid, mediante un sistema proporcional (método d'Hondt) con listas cerradas y un umbral electoral del 3%.

## Resultados
Los comicios depararon 2 escaños al Partido Socialista Obrero Español y al Partido Popular y 1 escaño a Vox.
| Candidatura                                                                  | Candidatura                                                                  | Votos   | %                                       | Escaños                                 |
| ---------------------------------------------------------------------------- | ---------------------------------------------------------------------------- | ------- | --------------------------------------- | --------------------------------------- |
|                                                                              | Partido Socialista Obrero Español (PSOE)                                     | 94 384  | 30,61                                   | 2                                       |
|                                                                              | Partido Popular (PP)                                                         | 91 857  | 29,79                                   | 2                                       |
|                                                                              | Vox (Vox)                                                                    | 56 353  | 18,28                                   | 1                                       |
| Unidas Podemos (Podemos-IU-Equo)                                             | Unidas Podemos (Podemos-IU-Equo)                                             | 34 313  | 11,13                                   | 0                                       |
| Ciudadanos-Partido de la Ciudadanía (Cs)                                     | Ciudadanos-Partido de la Ciudadanía (Cs)                                     | 26 947  | 8,74                                    | 0                                       |
| Partido Animalista Contra el Maltrato Animal (PACMA)                         | Partido Animalista Contra el Maltrato Animal (PACMA)                         | 2088    | 0,68                                    | 0                                       |
| Recortes Cero-Grupo Verde-Partido Castellano-Tierra Comunera (R0-GV-PCAS-TC) | Recortes Cero-Grupo Verde-Partido Castellano-Tierra Comunera (R0-GV-PCAS-TC) | 594     | 0,16                                    | 0                                       |
| Por un Mundo más Justo (PUM+J)                                               | Por un Mundo más Justo (PUM+J)                                               | 586     | 0,19                                    | 0                                       |
| Unión Regionalista (UR)                                                      | Unión Regionalista (UR)                                                      | 530     | 0,17                                    | 0                                       |
| Partido Comunista de los Trabajadores de España (PCTE)                       | Partido Comunista de los Trabajadores de España (PCTE)                       | 281     | 0,09                                    | 0                                       |
| Partido Comunista de los Pueblos de España (PCPE)                            | Partido Comunista de los Pueblos de España (PCPE)                            | 223     | 0,07                                    | 0                                       |
| Falange Española de las JONS (FE de las JONS)                                | Falange Española de las JONS (FE de las JONS)                                | 151     | 0,05                                    | 0                                       |
| Votos válidos                                                                | Votos válidos                                                                | 308 307 | 100,00                                  | 5                                       |
| Votos nulos                                                                  | Votos nulos                                                                  | 3333    | Participación: · \| \| 72,76 % \| 8,11% | Participación: · \| \| 72,76 % \| 8,11% |
| Votantes                                                                     | Votantes                                                                     | 314 787 | Participación: · \| \| 72,76 % \| 8,11% | Participación: · \| \| 72,76 % \| 8,11% |
| Electores                                                                    | Electores                                                                    | 432 655 | Participación: · \| \| 72,76 % \| 8,11% | Participación: · \| \| 72,76 % \| 8,11% |
|                                                                              | 72,76 %                                                                      |         |                                         |                                         |

## Diputados electos
Relación de diputados electos:
| N.º | Nombre                        | Lista | Lista |
| --- | ----------------------------- | ----- | ----- |
| 1   | José Javier Izquierdo Roncero |       | PSOE  |
| 2   | José Ángel Alonso Pérez       |       | PP    |
| 3   | Pablo Sáez Alonso-Muñumer     |       | Vox   |
| 4   | Helena Caballero Gutiérrez    |       | PSOE  |
| 3   | Eduardo Carazo Hermoso        |       | PP    |